# Kaira electa
Kaira electa là một loài nhện trong họ Araneidae.
Loài này thuộc chi Kaira. Kaira electa được Eugen von Keyserling miêu tả năm 1883.